# 鲁伊德拉
鲁伊德拉，是西班牙卡斯蒂利亚-拉曼恰雷阿尔城省的一个市镇。 总面积39平方公里，总人口617人（2001年），人口密度16人/平方公里。